# Solaris (besturingssysteem)
Solaris (voorheen SunOS) is een versie van het besturingssysteem Unix die werd uitgegeven door Sun Microsystems en sinds de overname in 2010 door Oracle Corporation de naam Oracle Solaris draagt.

## Geschiedenis
In de vroege jaren 1990 groeide het internet gestaag, en groeide Suns SPARC-gebaseerde hardware in combinatie met het Solaris-besturingssysteem snel tot het meest gebruikte platform voor webservers.
Oudere versies van Suns besturingssysteem, gebaseerd op BSD Unix, werden SunOS genoemd. Bij de overstap naar een System V Unix in SunOS 5 werd overgegaan op de naam Solaris 2; oudere versies werden daarna omgenummerd naar Solaris 1.x. Na versie 2.6 liet Sun de 2 in het versienummer vallen. De meest recente versie is Solaris 11 (uitgebracht 2011).
Tegenwoordige versies van Solaris worden niet meer alleen gemaakt voor SPARC-systemen, maar ook voor systemen gebaseerd op de Intel X86-architectuur. Solaris is ooit ook geporteerd naar de PowerPC-architectuur, maar deze versie is nooit op de markt gebracht.
Solaris heeft door de jaren heen veel terrein moeten prijsgeven aan open source Unix-systemen. Illumos is een door de gemeenschap onderhouden opensource fork.

## Kenmerken
Het Solaris Operating Environment bestaat uit een Unix-basis (nog steeds SunOS genaamd) en een grafische gebruikersinterface. De oudere versies van Solaris boden hiervoor OpenWindows, opgevolgd door CDE in Solaris 2.6. Sinds Solaris 9 is er de keuze tussen CDE en het nieuwe Java Desktop System, gebaseerd op GNOME.
Het Unix-basissysteem van Solaris heeft een werking die vergelijkbaar is met alle bekende open source Unix-klonen zoals Linux en FreeBSD. Vrijwel alle gangbare Unix-software is beschikbaar voor Solaris. Deze software kan worden geïnstalleerd via de Solaris-pakketindeling (.pkg). Met Solaris wordt ook Java Runtime Environment (JRE) meegeleverd.
Solaris richt zich op krachtige beheerfuncties. Het systeem bevat een Service Management Framework (SMF) dat diensten bewaakt en beheert. Uniek voor Solaris is DTrace, dat het mogelijk maakt om zeer precies de kernel en user-processen te debuggen en optimaliseren. Verder is een belangrijk feature van de Solaris-kernel de zogeheten "zones", waardoor meerdere virtuele Solaris-servers op een computer kunnen worden gestart vrijwel zonder prestatieverlies.

## Licentie
Alhoewel Solaris onder andere gebaseerd is op een aantal open standaarden, is het zogenaamde propriëtaire software. De tegenhanger daarvan was OpenSolaris.